# Быстрова, Ирина Владимировна
Ири́на Влади́мировна Быстро́ва (род. 4 июля 1963 года, Москва, СССР) — советский и российский историк, специалист по новейшей истории России. Доктор исторических наук (2002), главный научный сотрудник Института российской истории РАН, профессор Историко-архивного института РГГУ.

## Биография
Ирина Владимировна Быстрова родилась 4 июля 1963 г. в Москве в семье служащих. В 1985 г. окончила исторический факультет Московского государственного университета им. М. В. Ломоносова. В университете её учителями были М. Г. Седов, Л. Г. Захарова.
С 1988 г. — научный сотрудник Института истории АН СССР (ныне — Институт российской истории РАН).
В 1989 г. защитила кандидатскую диссертацию «Участие советского рабочего класса в культурном строительстве (1928—1937 гг.)».
В 2002 г. защитила докторскую диссертацию «Военно-промышленный комплекс СССР в годы холодной войны: Стратегические программы, институты, руководители (1945—1964 гг.)». С 2002 г. одновременно является профессором Историко-архивного института РГГУ.
В 2019 г. прошла стажировку в Международной школе изучения Холокоста мемориального комплекса Яд ва-Шем («Имя и память») в Иерусалиме по приглашению научно-просветительного Центра «Холокоста».

## Научная деятельность
Основная область научных интересов — история холодной войны, история мировых военно-промышленных комплексов, история антигитлеровской коалиции в годы Второй мировой войны.
В работах, посвященных военно-промышленному комплексу СССР, рассматриваются основные этапы развития оборонной промышленности СССР (до второй мировой войны, в ходе ВОВ, в годы холодной войны), анализируется военно-техническое сотрудничество СССР с другими странами, выявлены приоритетные направления развития современного ВПК. В ряде работ автор проводит сравнительный анализ американского и советского ВПК, которые конкурировали в условиях холодной войны и весьма активно развивались. Исследователь приходит к выводу о том, что ВПК в СССР и США имели как общее (высший политический лидер в стране являлся Верховным главнокомандующим, обладал огромными полномочиями и проч.), так и индивидуальное (формы руководства сектором, роль различных групп ВПК в политической системе, формы собственности в оборонной сфере и т. д.).
С начала 2010-х годах исследователь в своих трудах активно развивает проблематику, связанную с ленд-лизом в период Великой Отечественной войны. Рассматриваются продовольственные поставки, роль ленд-лиза в модернизации экономики СССР, маршруты доставки, роль личного фактора в организации поставок и заключении договоренностей. Большое внимание уделено неформальной стороне контактов лидеров трех держав — СССР, США и Великобритании.

## Основные работы

### Монографии
- The Formation of the Soviet Military-Industrial Complex. Stanford: Center for Intern. Security and Arms Control, 1996.
- Soviet Military Policy in the Early Cold War Period: Doctrines, Institutions, and Leaders. Washington: The Inst. for European, Russian, and Eurasian Studies, 1999.
- Военно-промышленный комплекс СССР в годы холодной войны (вторая половина 1940-х — начало 1960-х годов). М.: ИРИ РАН, 2000. 359 с.
- Советский военно-промышленный комплекс: проблемы становления и развития (1930—1980-е). М.: ИРИ РАН, 2006. 702 с.
- Холодная война 1945—1960 гг.: Токио, Москва, Вашингтон. М.: ИДЭЛ, 2009. 399 с.
- Поцелуй через океан: «Большая тройка» в свете личных контактов (1941—1945 гг.). М.: РОССПЭН, 2011. 438 с.
- Ленд-лиз для СССР. Экономика, техника, люди (1941—1945). М.: Кучково поле, 2019. 479 с.
- Британский союзник. Организация военно-экономических поставок в СССР в 1941—1945 гг. М.: Весь мир, 2022. 576 с. ISNB 978-5-7777-0882-3.

### Статьи
- Государство и экономика в 1920-е годы: борьба идей и реальность // Отечественная история. 1993. № 3. С. 19‒34.
- Россия в годы НЭПа: Очерки истории советского общества и культуры // Отечественная история. 1994. № 4-5.
- Военная политика сталинского руководства: основные направления и механизмы // Сталин и холодная война. M.: ИВИ РАН,1998.
- Советский военный потенциал периода «холодной войны» в американских оценках // Отечественная история. 2004. № 2. С. 124‒142.
- Военно-промышленный комплекс СССР на международной арене // Отечественная история. 2006. № 3. С. 139‒152.
- Военная промышленность СССР в 1941—1942 гг. // Великая Отечественная война. 1942 год: Исследования, документы, комментарии. М., 2012. С. 223—242.
- «Большая тройка» в 1941—1945 гг.: неформальные страницы военно-дипломатической истории // Труды Института российской истории РАН. 2013. № 11. С. 416—445.
- Ленд-лиз и СССР: роль личного фактора // Великая Отечественная война — известная и неизвестная: историческая память и современность. М.: ИРИ РАН, 2015. С. 40-48.
- СССР и США: сотрудничество на авиатрассе Аляска — Сибирь (1941—1945) // Гуманитарные науки в Сибири. 2016. Т. 23. № 1. С. 77-84.
- Доставка ленд-лизовских грузов в северные порты СССР (1941—1945) // Гуманитарные науки в Сибири. 2019. Т. 26. № 3. С. 50-58.
- Продовольственные поставки в СССР по ленд-лизу в годы ВОВ // Земля и Власть в истории России. М., 2020. С. 645—661[3].